# 福島女性教員宅便槽内怪死事件
福島女性教員宅便槽内怪死事件（ふくしまじょせいきょういんたくべんそうないかいしじけん）とは、1989年（平成元年）2月28日に福島県田村郡都路村(当時)で23歳の女性教員の自宅便槽内から知人男性の遺体が発見された事件。

## 概要
1989年（平成元年）2月28日、福島県阿武隈山地の中に位置する静かな山村、田村郡都路村古道（現・田村市）に建つ木造の単身者用教員住宅で発生した事件。
村内の小学校に勤務する当時23歳だった女性教員（以下、A子）が2月28日 夕方18時ごろ、勤務先の小学校に隣接した教員住宅に帰宅し、トイレ（汲み取り式）に入って何気なく便器の中を覗き込んだところ、底に人の靴のような物が見えた。A子は驚き、慌てて屋外の汲み取り口に向かうと蓋が開いており、汲み取り口の底に人の足と思われるものが見えた。この時点で覗きではないかと疑ったA子は教頭ほか同僚の教員を呼び、同僚の教員が警察に通報した。まず近くの駐在所から巡査が駆け付け、続いて村の消防団員と三春署員が相次いで到着した。
トイレ内の便器側からは、底に人の頭部らしきものが見えており、その上にはなぜか片方の靴が乗せられており、屋外にある汲み取り口の奥には足が見えていた。署員らが声を掛けても返答は無く、便槽の中から人物を引っ張り出そうとしたが、直径36cmの汲み取り口からは狭くてどうしても引き出すことができなかったため、やむなく土木会社に依頼して便槽の周囲を重機で掘り返し、最終的にトイレを慎重に破壊して便槽内の人物を外に出した。便槽からはA子と同じ都路村青年会に所属する男性（当時26歳、以下S）が遺体として発見された。
すでに死後硬直していたSの遺体は真冬にも関わらず上半身裸で、着ていたと思われる衣服を胸に抱えた状態で膝を折り、顔をやや左に傾けた形で固まっていた。
糞尿にまみれた遺体はその場で水洗いした上、さらに運ばれた消防団の詰所でもう一度洗った後で医師が検死を行った。遺体にはヒジとヒザに擦り傷がある程度で、目立った外傷や争った形跡は無かったとされる。死因は「凍え兼胸部循環障害」と判定された。狭い場所で肺を圧迫され、さらに凍える気温のために凍死したというものである。死後硬直の状況から、発見の2日前である26日頃に死亡したものと思われた。しかしA子は大喪の礼（昭和天皇の国葬）により、24日から27日まで勤務先の小学校が休校となり、実家に帰省していた。
便器口20cm、汲み取り口36cmで どのようにして成人男性が便槽内に入ったのかが不可解とされ、当時のワイドショーでも検証するなど連日のように盛んに報道された。
警察は事故死として処理しているが、発見状況を不審に思ったSの友人知人達と父が警察に真相究明を求め、同年3月末から署名運動を開始。1ヶ月後の4月末には、村の内外から4,300名もの署名が集まったが、警察は依頼を却下した。殺人であったとしても2004年に公訴時効が成立している。